# Ascension (álbum de A Flock of Seagulls)
Ascension é o sexto álbum de estúdio da banda A Flock of Seagulls, e foi lançado em 6 de julho de 2018. É o primeiro álbum desde The Story of a Young Heart de 1984 que apresenta todos os quatro membros originais da banda. Ele contém doze canções (onze dos três primeiros álbuns e uma nova) regravadas com a Orquestra Filarmônica de Praga. O álbum estreou e alcançou a 8ª posição na parada de Álbuns clássicos da Billboard na semana de 21 de julho de 2018 e na posição 29 na parada de álbuns independentes do Reino Unido na semana de 13 de julho de 2018.

## História
Em 2017, Mike Score foi abordado por John Bryan da August Day Records para a criação de um álbum orquestral. Intrigado, Mike concordou com a possibilidade. Ao ouvir a oferta, o resto da banda original composta por Frank Maudsley, Paul Reynolds e Ali Score também embarcou. Em 3 de maio de 2018, a Ascension foi anunciado oficialmente.
Ao fazer o álbum, Mike preferiu não mudar muito as músicas devido, em parte, à sua tendência em não desfrutar de apresentações ao vivo onde as bandas alteram suas músicas. Ele também sentiu que esta era a maneira mais fácil e rápida de trabalhar devido às limitações de tempo. Ele declarou: "Queríamos tornar isso mais fácil para nós mesmos e deixar a gravadora fazer o trabalho, porque foi realmente a ideia deles." Como a banda não estava familiarizada com orquestras, um arranjador orquestral foi contratado para lidar com o arranjos.
Embora o álbum tenha sido gravado em estúdios separados, Mike, Frank e Paul se reuniram em Liverpool por um dia para gravar o videoclipe para a versão orquestral de "Space Age Love Song". O vídeo envolvendo Ali foi adicionado à versão final, que estreou no YouTube em 6 de junho.
Um EP de 5 faixas foi lançado digitalmente em 8 de junho de 2018, que apresenta cinco versões de "Space Age Love Song". Em 6 de julho, o álbum foi lançado digitalmente e em lojas selecionadas, embora cópias físicas estivessem disponíveis para compra online antes da data de lançamento. Um conjunto especial de edição limitada também estava disponível, que continha cinco CDs, quatro cartões postais autografados e dois adesivos. Os cinco CDs são: Ascension, Ascension (Instrumental), Ascension (Orcapella), Aurora Borealis - The Greatest Hits e um single de 8 faixas de "Space Age Love Song". Aurora Borealis - The Greatest Hits não contém a orquestra, mas inclui regravações das faixas originais do álbum principal (excluindo "Ascension").
Em 7 de dezembro, "I Ran (So Far Away)" também foi lançado como single. Inclui oito versões alternativas da canção junto com a versão orquestral e regravada. Em 11 de junho de 2019, o álbum Inflight foi anunciado. Ele contém versões estendidas e instrumentais das faixas apresentadas em Aurora Borealis - The Greatest Hits, com exceção de "Telecommunication". "Wishing (If I Had a Photograph of You)" foi feito como um single para ser incluído no conjunto. A turnê a bordo abrangeu o Reino Unido de 11 a 19 de julho; não trazia a formação original apresentada no álbum.

## Recepção
O site Cryptic Rock deu a Ascension uma classificação de cinco estrelas perfeita, dizendo: "É uma grande produção que é maravilhosamente gravada, produzida e masterizada" e "mantém a magia das músicas originais, mas ao mesmo tempo introduz uma nova dinâmica graças a Orquestra Filarmônica de Praga." Paul Scott-Bates do Louder Than War afirmou que é" um álbum bom e sólido "e tinha uma afinidade com" I Ran (So Far Away) ", escrevendo que a Filarmônica de Praga" adiciona um ar de grandiosidade... e faz da música um espetáculo dramático. Como uma abertura do álbum, realmente não poderia ser melhor."
Aaron Badgley, da The Spill Magazine, escreveu que a banda ainda "toca extremamente bem junta e a unidade central está tão unida como sempre foi" e "a orquestra fornece um aspecto totalmente novo para essas canções".
John Earls, do Classic Pop, revisou o lançamento do Inflight e deu cinco em dez. Ele declarou: "A premissa do Inflight é intrigante... mas já faz duas vezes que a banda permaneceu na zona de conforto." Ele teria preferido ouvir novas músicas da banda, em vez de remixes de 12 ".

## Faixas
| N.º | Título                                                       | Duração |  |
| 1.  | "I Ran (Versão orquestral)"                                  | 6:22    |  |
| 2.  | "Modern Love Is Automatic (Versão orquestral)"               | 3:39    |  |
| 3.  | "Telecommunication (Versão orquestral)"                      | 2:31    |  |
| 4.  | "Space Age Love Song (Versão orquestral)"                    | 5:09    |  |
| 5.  | "Ascension"                                                  | 1:12    |  |
| 6.  | "Wishing (If I Had a Photograph of You) (Versão orquestral)" | 5:32    |  |
| 7.  | "Nightmares (Versão orquestral)"                             | 4:38    |  |
| 8.  | "DNA (Versão orquestral)"                                    | 2:39    |  |
| 9.  | "Electrics (Versão orquestral)"                              | 4:22    |  |
| 10. | "Transfer Affection (Versão orquestral)"                     | 5:42    |  |
| 11. | "The More You Live, The More You Love (Versão orquestral)"   | 4:28    |  |
| 12. | "Man Made (Versão orquestral)"                               | 5:35    |  |

## Posição nas paradas
| Parada (2018)                                     | Melhor posição |
| ------------------------------------------------- | -------------- |
| Estados Unidos Classical Albums Chart (Billboard) | 8              |
| Reino Unido Independent Albums (OCC)              | 29             |

## Créditos
A Flock of Seagulls
- Mike Score – vocal e teclado
- Paul Reynolds – guitarra solo
- Frank Maudsley – baixo
- Ali Score – bateria

Produção
- John Bryan, Sare Havlicek – Produtores
- Sare Havlicek, Jan Holzner, OD Hunte, Robin Lee, Jesse Clark, Damian Hasbun – Engenheiros
- Sare Havlicek – Programador
- James Fitzpatrick – Supervisor Orquestra Filarmônica de Praga
- Pete Whitfield, Mike Score, John Bryan, Sare Havlicek – Arranjos orquestrais
- Sare Havlicek – Mixagem
- Yuri Dent – Remasterizar
- Peter Reynolds – Artista